# Bassenheim
Bassenheim is een plaats in de Duitse deelstaat Rijnland-Palts, en maakt deel uit van de Landkreis Mayen-Koblenz.
Bassenheim telt 2.861 inwoners.

## Geografie
Enkele kilometers ten zuidwesten van Bassenheim ligt de 372 meter hoge Karmelenberg.

## Bestuur
De plaats is een Ortsgemeinde en maakt deel uit van de Verbandsgemeinde Weißenthurm.